# Lauren Gibbs
Lauren Gibbs (Los Ángeles, 2 de marzo de 1984) es una deportista estadounidense que compite en bobsleigh en la modalidad doble.
Participó en los Juegos Olímpicos de Pyeongchang 2018, obteniendo una medalla de plata en la prueba doble (junto con Elana Meyers Taylor). Ganó dos medallas en el Campeonato Mundial de Bobsleigh, oro en 2020 y bronce en 2016.

## Palmarés internacional
| Juegos Olímpicos   | Juegos Olímpicos            | Juegos Olímpicos  | Juegos Olímpicos |
| Año                | Lugar                       | Medalla           | Prueba           |
| ------------------ | --------------------------- | ----------------- | ---------------- |
| 2018               | Pyeongchang (Corea del Sur) | Medalla de plata  | Doble            |
| Campeonato Mundial |                             |                   |                  |
| Año                | Lugar                       | Medalla           | Prueba           |
| 2016               | Igls (Austria)              | Medalla de bronce | Doble            |
| 2020               | Altenberg (Alemania)        | Medalla de oro    | Doble            |